# Feldioara (Ucea), Brașov
Feldioara (în maghiară Földvár) este un sat în comuna Ucea din județul Brașov, Transilvania, România.

## Istoric

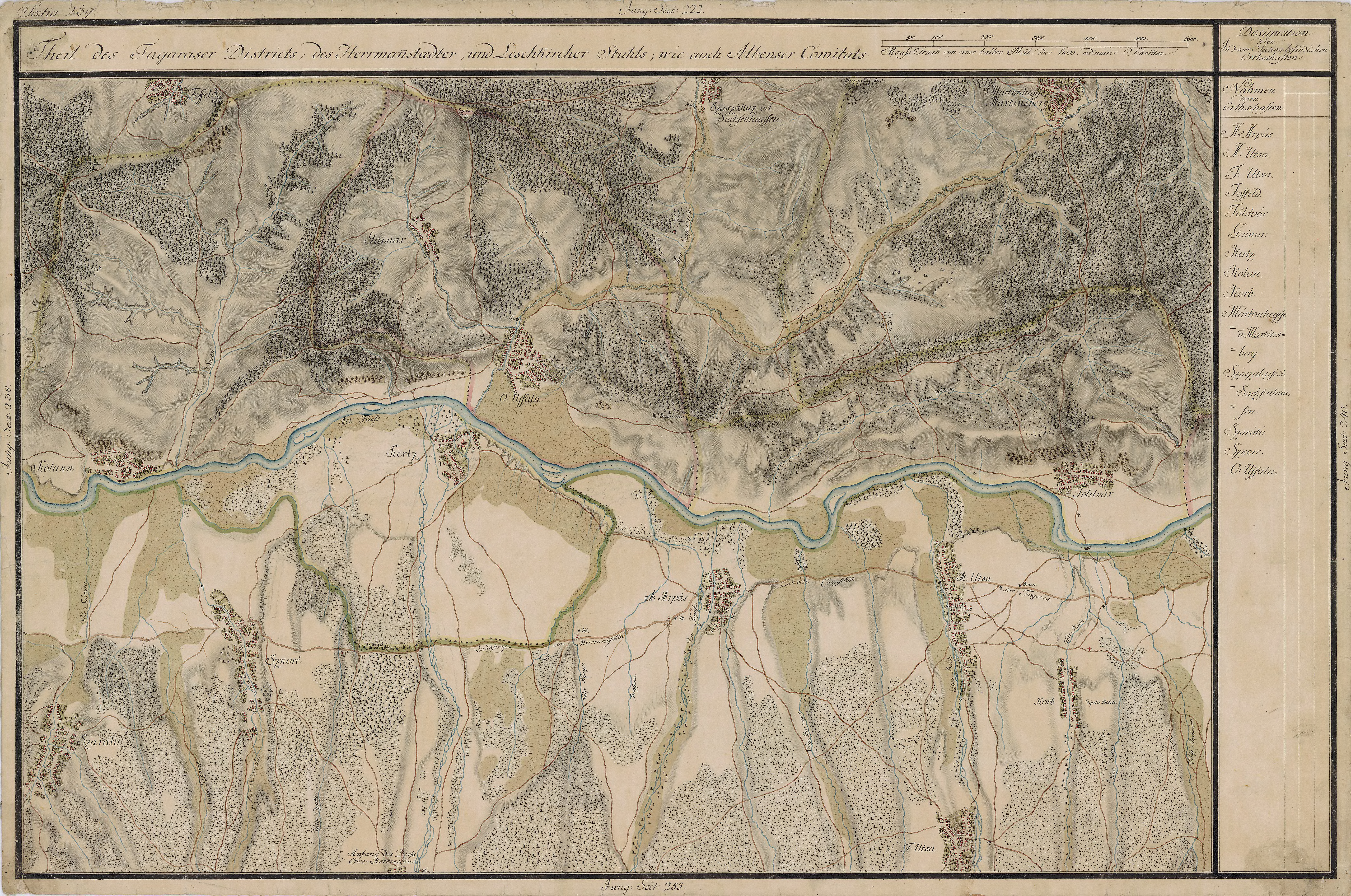
Feldioara în Harta Iosefină a Transilvaniei, 1769-1773

În Feldioara există ruinele unui castru roman, loc denumit „Pe Cetățuie”.
De asemenea, în centrul satului există o cruce de piatră, monument istoric, a cărei vechime este necunoscută.
Una din culmile dealurilor ce străjuie satul se numește „Dealul Furcilor”, loc unde au fost spânzurați unii dintre țăranii participanți la Răscoala de la Bobâlna.

## Galerie imagini

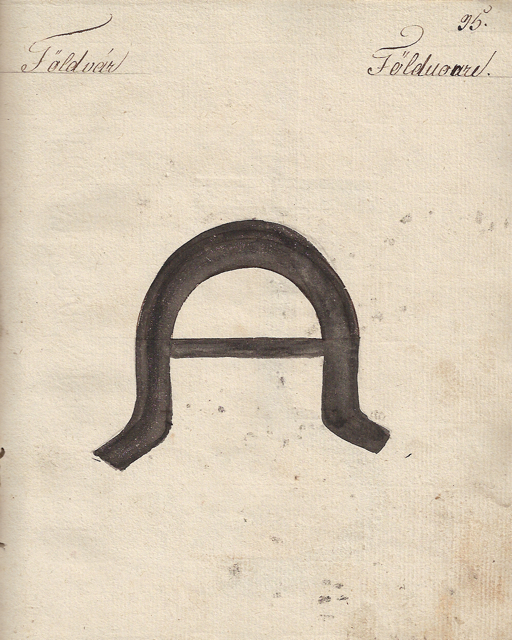
1826 - Danga pentru vitele din Feldioara